# Cienegas Terrace
Cienegas Terrace è un census-designated place (CDP) degli Stati Uniti d'America della contea di Val Verde nello Stato del Texas. La popolazione era di 3 424 abitanti al censimento del 2010.

## Geografia fisica
Cienegas Terrace è situata a 29°21′57″N 100°56′34″W (29.365796, -100.942693).
Secondo lo United States Census Bureau, il CDP ha una superficie totale di 8,39 km², dei quali 8,26 km² di territorio e 0,13 km² di acque interne (1,6% del totale).

## Società

### Evoluzione demografica
Secondo il censimento del 2010, la popolazione era di 3 424 abitanti.

### Etnie e minoranze straniere
Secondo il censimento del 2010, la composizione etnica del CDP era formata dall'83,32% di bianchi, lo 0,91% di afroamericani, lo 0,44% di nativi americani, lo 0,15% di asiatici, lo 0% di oceanici, il 13,26% di altre razze, e l'1,93% di due o più etnie. Ispanici o latinos di qualunque razza erano il 96,06% della popolazione.